# Iglesia de San Bartolomé (Montuenga)
La iglesia de San Bartolomé es un templo de culto católico ubicado en la entidad local menor de Montuenga, perteneciente al municipio de Codorniz, en la provincia de Segovia en el territorio de la Campiña Segoviana, comunidad autónoma de Castilla y León (España).
Se trata de un edificio realizado en estilo mudéjar en el siglo XIII. Es de fábrica de ladrillo y mampostería, su planta es de una sola nave con cabecera rematada en ábside ultrasemicircular protegido por el basamento de mampostería tan típico del mudéjar cuellarano y su entorno de influencia en la provincia; está decorado con frisos de esquinillas, arcos ciegos doblados y simples y dientes de sierra.
Presenta dos portadas de ladrillo, una a cada lado de la nave, estando una de ellas cegada. En su interior destaca la cúpula de la cabecera, sobre la que en su día se situaba un cimborrio, sustituido en la actualidad por un campanario.